# Lista de províncias e territórios do Canadá por IDH

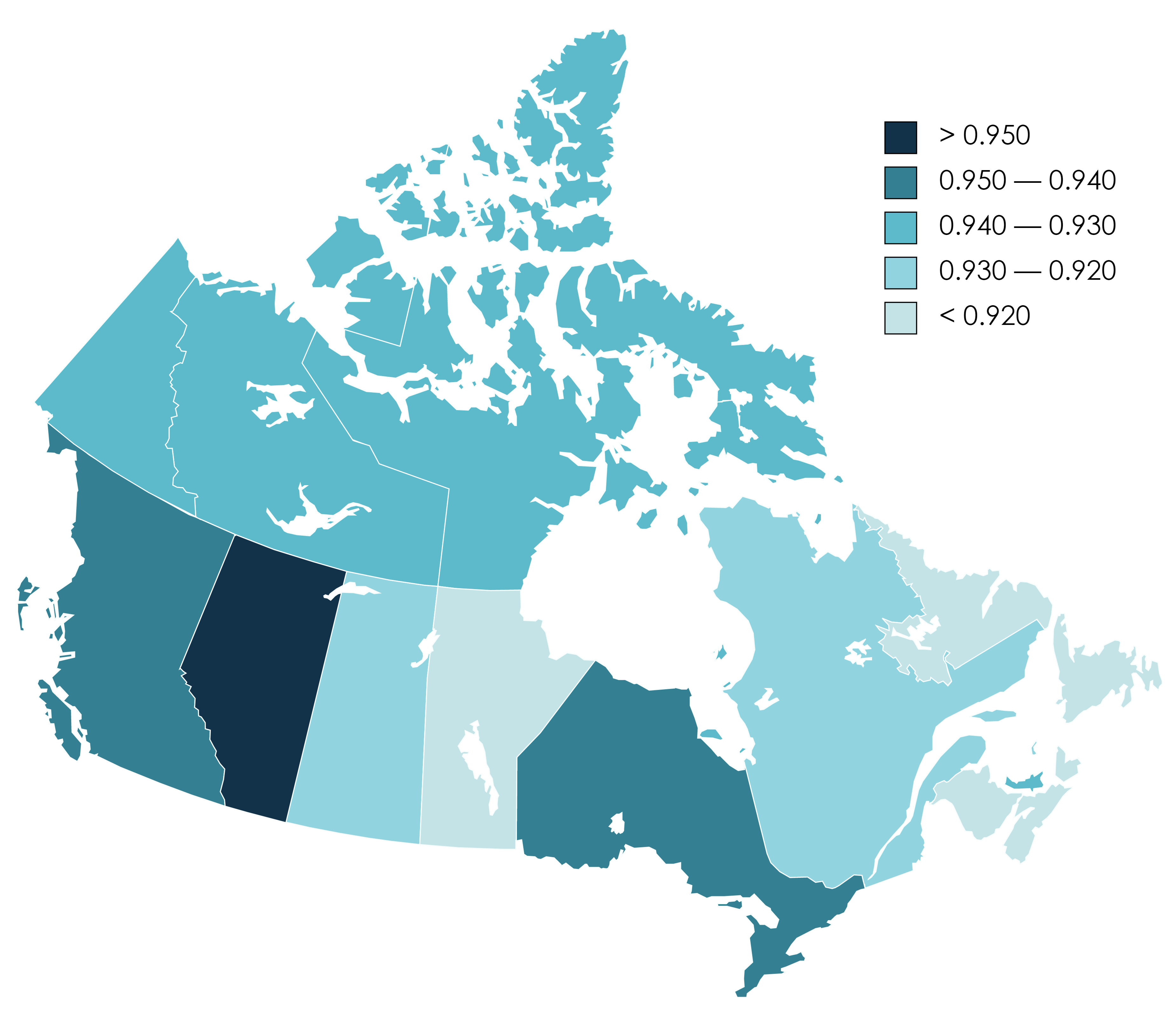
Mapa das províncias e territórios do Canadá por IDH em 2021.
Abaixo está uma lista de províncias e territórios do Canadá por Índice de Desenvolvimento Humano (IDH), que é uma medida comparativa da expectativa de vida, alfabetização, educação, renda, padrão de vida e bem-estar geral dos cidadãos em cada província e território. Em geral, em comparação com outros países, as províncias e territórios canadenses possuem um IDH muito elevado.

## Índice de Desenvolvimento Humano
| Posição             | Província ou território  | Estimativas do IDH em 2021 | País comparável em 2021 |
| Estimativas de 2021 | Província ou território  | Estimativas do IDH em 2021 | País comparável em 2021 |
| ------------------- | ------------------------ | -------------------------- | ----------------------- |
| 1                   | Alberta                  | 0,955                      | Islândia                |
| 2                   | Colúmbia Britânica       | 0,944                      | Irlanda                 |
| 3                   | Ontário                  | 0,943                      | Alemanha                |
| —                   | Canadá                   | 0,936                      | Nova Zelândia           |
| 4                   | Ilha do Príncipe Eduardo | 0,930                      | Luxemburgo              |
| 4                   | Territórios do Noroeste  | 0,930                      | Luxemburgo              |
| 4                   | Yukon                    | 0,930                      | Luxemburgo              |
| 4                   | Nunavut                  | 0,930                      | Luxemburgo              |
| 8                   | Saskatchewan             | 0,927                      | Reino Unido             |
| 9                   | Quebec                   | 0,923                      | Japão                   |
| 10                  | Manitoba                 | 0,911                      | Emirados Árabes Unidos  |
| 11                  | Nova Escócia             | 0,909                      | Emirados Árabes Unidos  |
| 12                  | Novo Brunswick           | 0,904                      | Espanha                 |
| 13                  | Terra Nova e Labrador    | 0,900                      | França                  |